# Snohomish
Snohomish é uma cidade localizada no estado norte-americano de Washington, no Condado de Snohomish.

## Demografia
Segundo o censo norte-americano de 2000, a sua população era de 8494 habitantes.
Em 2006, foi estimada uma população de 8841, um aumento de 347 (4.1%).

## Geografia
De acordo com o United States Census Bureau tem uma área de
6,7 km², dos quais 6,5 km² cobertos por terra e 0,2 km² cobertos por água. Snohomish localiza-se a aproximadamente 112 m acima do nível do mar.

## Localidades na vizinhança
O diagrama seguinte representa as localidades num raio de 12 km ao redor de Snohomish.